# (5949) 1985 RL3
Az (5949) 1985 RL3 a Naprendszer kisbolygóövében található aszteroida. Henri Debehogne fedezte fel 1985. szeptember 6-án.